# Andrew Henderson
Andrew Henderson ( ca. 1823 - 1906 ) fue un botánico inglés, especialista en Arecaceae, taxónomo y curador. Identificó y clasificó taxonómicamente las descripciones de ocho especies, subespecies y variedades de vegetales, con su padre, también botánico Edward George Henderson (1782-1876); quienes a su vez tuvieron una empresa en común: un Vivero en Wellington Road 1B
- La abreviatura «Andr.Hend.» se emplea para indicar a Andrew Henderson como autoridad en la descripción y clasificación científica de los vegetales.[2]